# Sid Meier's Covert Action
Sid Meier's Covert Action is een computerspel dat werd ontwikkeld door MPS Labs en uitgegeven door MicroProse Software. Het spel kam in 1990 uit voor DOS, een jaar later voor de Commodore Amiga en in 2014 voor de Macintosh en Windows.

## Spel
De speler speelt premier van een antiterreur organisatie. De CIA kreeg tips over verdachte activiteiten van de zware jongens plaatsvinden. De speler moet bewijs zien te verzamelen door middel van huiszoekingen, taps, afluisteren, decoderen van berichten en de masterminds te arresteren.

## Platform
| Jaar | Platform           |
| ---- | ------------------ |
| 1990 | DOS                |
| 1991 | Amiga              |
| 2014 | Macintosh, Windows |

## Ontvangst
| Beoordeeld door | Platform | Datum          | Score |
| --------------- | -------- | -------------- | ----- |
| Amiga Action    | Amiga    | oktober 1991   | 85%   |
| PC Leisure      | DOS      | november 1990  | 80%   |
| Amiga Joker     | Amiga    | oktober 1991   | 68%   |
| Power Play      | DOS      | februari 1991  | 64%   |
| Power Play      | Amiga    | september 1991 | 64%   |
| Génération 4    | Amiga    | juni 1992      | 41%   |